# Why (singel Annie Lennox)
Why – singel brytyjskiej wokalistki Annie Lennox, wydany w 1992 roku.

## Ogólne informacje
Utwór był pierwszym solowym singlem wokalistki po rozwiązaniu zespołu Eurythmics, wydanym na płycie Diva. Okazał się sporym hitem, zajmując piąte miejsce w Wielkiej Brytanii i pozostaje jednym z największych przebojów solowych Annie Lennox. Na stronie B singla wydano nagranie „Primitive”.

## Teledysk
Teledysk przedstawia Lennox siedzącą przed lustrem w garderobie i przeistaczającą się w divę znaną z okładki albumu i singla. Reżyserem teledysku jest Sophie Muller.

## Lista ścieżek
- 7" single

A: „Why” (Single Version)
B: „Primitive”
- CD maxi single

1. „Why” (Single Version)
2. „Primitive”
3. „Why” (Instrumental)

## Pozycje na listach przebojów
| Kraj              | Pozycja |
| ----------------- | ------- |
| Wielka Brytania   | 5       |
| Stany Zjednoczone | 34      |
| Kanada            | 7       |
| Irlandia          | 5       |
| Niemcy            | 12      |
| Austria           | 11      |
| Szwajcaria        | 6       |
| Włochy            | 1       |
| Holandia          | 8       |
| Szwecja           | 10      |
| Norwegia          | 6       |
| Polska            | 6       |
| Australia         | 17      |